# Людвиг Груно Гессен-Гомбурзький
Людвиг Груно Гессен-Гомбурзький (4 (15) січня 1705 — 12 (23) жовтня 1745) — політичний та військовий діяч Російської імперії. Брат принца Йоганна Карла Гессен-Гомбурзького.

## Життєпис

### Молоді роки
Походив з Гомбурзької лінії Гессенського дому. Другий син Фрідріха III Якуба, ландграфа Гессен-Гомбургу, та Єлизавети Доротеї Гессен-Дармштадтської. Народився у 1705 році у Гомбурзі. Оскільки старший брат Людвига Фрідріх Вільгельм помер ще 1703 року, тобто до його народження, то Людвиг Груно разом зі своїм рідним братом Йоганном Карлом стали спадкоємцями трону.
Здобув гарну домашню освіту, виявивши значні здібності до музики. Упродовж квітня 1722 — січня 1723 років слухав лекції у Гіссенському університеті.
У 1723 році батько за пропозицією російського представника Павла Ягужинского погодився відправити Людвига та його брата Йоганна Карла на російську службу. 9 листопада того ж року принца Людвига Груно було призначено полковником Нарвського полку, але на службу до Ревеля він прибув лише у 1724 році.
Після смерті російського імператора Петра І, у 1725 році планував стати герцогом Курляндії і Семігалії, оскільки був одружений з Луїзою-Єлизаветою Кеттлер, донькою герцога Якова Кеттлера. Для цього навів контакт з правлячим курляндським герцогом Фердинандом Кеттлером. Ці дії викликали невдоволення впливового сановника Олександра Меншикова, який також планував стати герцогом Курляндії. Тому Людвиг з братом потрапив у опалу імператриці Катерини І.
У 1727 році після смерті імператриці та заслання Олександра Меншикова через звинувачення у державній зраді, Людвиг Гессен-Гомбурзький зумів відновити вплив при дворі. Того ж року його призначають комендантом Риги та надають звання генерал-майора. Тут він встановив гарні взаємини з удовою колишнього герцога Курляндського Фрідріха-Вільгельма — Анною Іванівною, яка у 1730 році стала російською імператрицею. Невдовзі після цього Людвига було викликано до Москви, де він отримав звання генерал-лейтенанта та прем'єр-майора гвардійського Преображенського полку, а також призначений радником Військової колегії. Водночас за рахунок скарбниці були сплачені всі його борги.

### В правління Анни I
У травня 1732 року призначений командувачем польовими військами в Петербурзі і його околицях. У серпні того ж року йому було доручено командування загоном військ в Прикаспійських володіннях імперії й у квітні 1733 року прийняв командування російськими військами на Кавказі. Своєю штаб-квартирою обрав фортецю Святого Хреста. У червні йому довелося вступити в бій з загонами кримського хана Каплан I Ґерая, який за наказом османського султана рушив у перські володіння. 11 червня принцу вдалося здобути перемогу над кримськими татарами при Горанчі, при цьому він ледве не загинув.
У жовтні переніс штаб-квартиру до Дербента. Але викликав невдоволення центрального уряду тим, що не скористався проблемами дагестанських держав, які усі свої сили кинули на підготовку до війни з перським володарем Надир шахом, і не змусив насамперед Газікумухське ханство та її союзників визнати зверхність Російської імперії. Водночас не зміг зміцнити становище в Баку, область навколо якого тоді належала Росії. У грудні 1733 року принц Людвиг Груно був відкликаний до Москви, де в лютому 1734 року нагороджений орденами святого апостола Андрія Первозванного та Святого Олександра Невського.
У 1734 році під час війни за польську спадщину очолив російські війська, що діяли в південних воєводствах Речі Посполитої, сприяючи зміцненню влади курфюрства Августа Саксонського. Доволі швидко захопив важливі фортеці Броди і Збараж, потім блокував фортецю Кам'янець-Подільський, де отаборилися прихильники Станіслава Лещинського. Завдяки дипломатичному хисту зумів налагодити стосунки з шляхтою і магнатами Волинського, Подільського та Руського воєводств й водночас ретельно слідкував за недопущенням зловживань з боку своїх військ по відношенню до шляхти та магістратів міст. Тому доволі легко російське військо увійшло до Львова. Потім рушив до Варшави, де на сеймі намагався діяти на користь короля Августа III.
У 1735 році призначається генерал-фельдцейхмейстером та начальником Головної артилерійської канцелярії. У серпні того ж року Людвиг Гессен-Гомбурзький отримав від Августа III орден Білого Орла. Невдовзі замінив Бургард-Крістофа Мініха на чолі російських військ у Речі Посполитій, які перевів до Лівобережної України.
З липня 1736 року йому довелося розділяти владу надану генерал-фельдцейхмейстеру з Бургард-Крістофом Мініхом, що залишався обер-директором над фортифікаціями і інженерами. Того ж року долучився до війська, що брало участь в війні з Османською імперією. Сприяв захопленню Ор-Капи, Гезлева, Бахчисарая та Ак-Мечеті. Водночас у принца погіршилися стосунки з командувачем Мініхом, можливо через жорстокі дії проти місцевого населення. Людвиг Гессен-Гомбурзький переконав кількох генералів підписати протест проти дій головнокомандувача. Протест не мав жодних результатів, і тоді принц написав листа до впливового сановника Ернст-Йоганна Бірона зі скаргою на Мініха. Втім Бірон переслав цей донос самому Мініху. Незважаючи на це у 1737 році Гессен-Гомбурзький брав участь в облозі Очакова.
У 1738 році в Москві одружився з удовою Димитрія Кантеміра. У 1739 році з родиною відвідав Гомбург. у 1740 році по поверненню до Росії, увійшов до комісії з покращення артилерії, діяльність якої тривала до 1742 року, але пропозиції членів комісії не затвердив Сенат. Водночас під час війни зі Швецією відповідав за охорону Фінської затоки.

### За правління Єлизавети I
У 1741 році брав участь у палацовому заколоті, завдяки чому на царський трон Росії вступила Єлизавета Петрівна, дочка Петра I і Катерини I. Саме імператриця Єлизавета доручила принцу очолити російські війська у Санкт-Петербурзі. Невдовзі отримав звання капітан-поручника Лейб-кампанії й 11 грудня 1741 року отримав в свою «дирекцію» шляхетний кадетський корпус, а також 5 квітня 1742 року отримав від імператриці каблучку з діамантами, золоту шпагу зі своїм вензелем і діамантами та маєток у Німецькій слободі у Москві. В день коронації імператриці Єлизавети Петрівни, 25 липня 1742 року, він отримав чин генерала-фельдмаршала та полковника Ізмайловського полку. 15 лютого 1742 року під своє командування отримав об'єднані артилерійську канцелярію і фортифікаційну контору.
27 липня 1742 року, у зв'язку з від'їздом імператриці до Києва, принцу Людвигу були доручені в управління петербурзькі палаци, гвардія, що залишилася в столиці, а також польові і гарнізонні полки. 1744 року, у зв'язку з укладанням мирного договору зі Швецією, отримав маєтності у Ліфляндській (Лівонській) губернії. Восени того ж року Людвиг Гессен-Гомбурзький важко занедужав і 18 серпня 1745 року за порадою лікарів виїхав за кордон на лікування. Перебуваючи у Берліні, він через ускладнення хвороби, вимушений був там залишитися й 12 (23) жовтня 1745 року помер.

## Творчість
Є автором щоденника про події 1735 року у Речі Посполитій — «Діяріуш подорожі» — цінного джерела для вивчення суспільного життя і способу мислення військової еліти Російської імперії на початку XVIII століття.

## Родина
Дружина — Анастасія, донька фельдмаршала і сенатора князя Івана Трубецького. У шлюбі дітей не було.

## Генеалогічне дерево
| Фрідріх I Гессен-Гомбурзький | Фрідріх I Гессен-Гомбурзький | Фрідріх I Гессен-Гомбурзький | Фрідріх I Гессен-Гомбурзький | Фрідріх I Гессен-Гомбурзький  | Фрідріх I Гессен-Гомбурзький  |                               |                               | Маргарита Лейнінгенська       | Маргарита Лейнінгенська       | Маргарита Лейнінгенська | Маргарита Лейнінгенська | Маргарита Лейнінгенська | Маргарита Лейнінгенська |                  |                  | Якоб Кеттлер     | Якоб Кеттлер     | Якоб Кеттлер | Якоб Кеттлер | Якоб Кеттлер                | Якоб Кеттлер                |                             |                             | Луїза Шарлотта Бранденбурзька | Луїза Шарлотта Бранденбурзька | Луїза Шарлотта Бранденбурзька | Луїза Шарлотта Бранденбурзька | Луїза Шарлотта Бранденбурзька | Луїза Шарлотта Бранденбурзька |  |  | Георг II | Георг II | Георг II | Георг II | Георг II  | Георг II  |           |           | Софія Елеонора Саксонська | Софія Елеонора Саксонська | Софія Елеонора Саксонська | Софія Елеонора Саксонська | Софія Елеонора Саксонська              | Софія Елеонора Саксонська              |                                        |                                        | Ернст I                                | Ернст I                                | Ернст I | Ернст I | Ернст I                                     | Ернст I                                     |                                             |                                             | Єлизавета Софія Саксен-Альтенбурзька        | Єлизавета Софія Саксен-Альтенбурзька        | Єлизавета Софія Саксен-Альтенбурзька | Єлизавета Софія Саксен-Альтенбурзька | Єлизавета Софія Саксен-Альтенбурзька | Єлизавета Софія Саксен-Альтенбурзька |  |  |
| Фрідріх I Гессен-Гомбурзький | Фрідріх I Гессен-Гомбурзький | Фрідріх I Гессен-Гомбурзький | Фрідріх I Гессен-Гомбурзький | Фрідріх I Гессен-Гомбурзький  | Фрідріх I Гессен-Гомбурзький  |                               |                               | Маргарита Лейнінгенська       | Маргарита Лейнінгенська       | Маргарита Лейнінгенська | Маргарита Лейнінгенська | Маргарита Лейнінгенська | Маргарита Лейнінгенська |                  |                  | Якоб Кеттлер     | Якоб Кеттлер     | Якоб Кеттлер | Якоб Кеттлер | Якоб Кеттлер                | Якоб Кеттлер                |                             |                             | Луїза Шарлотта Бранденбурзька | Луїза Шарлотта Бранденбурзька | Луїза Шарлотта Бранденбурзька | Луїза Шарлотта Бранденбурзька | Луїза Шарлотта Бранденбурзька | Луїза Шарлотта Бранденбурзька |  |  | Георг II | Георг II | Георг II | Георг II | Георг II  | Георг II  |           |           | Софія Елеонора Саксонська | Софія Елеонора Саксонська | Софія Елеонора Саксонська | Софія Елеонора Саксонська | Софія Елеонора Саксонська              | Софія Елеонора Саксонська              |                                        |                                        | Ернст I                                | Ернст I                                | Ернст I | Ернст I | Ернст I                                     | Ернст I                                     |                                             |                                             | Єлизавета Софія Саксен-Альтенбурзька        | Єлизавета Софія Саксен-Альтенбурзька        | Єлизавета Софія Саксен-Альтенбурзька | Єлизавета Софія Саксен-Альтенбурзька | Єлизавета Софія Саксен-Альтенбурзька | Єлизавета Софія Саксен-Альтенбурзька |  |  |
|                              |                              |                              |                              |                               |                               |                               |                               |                               |                               |                         |                         |                         |                         |                  |                  |                  |                  |              |              |                             |                             |                             |                             |                               |                               |                               |                               |                               |                               |  |  |          |          |          |          |           |           |           |           |                           |                           |                           |                           |                                        |                                        |                                        |                                        |                                        |                                        |         |         |                                             |                                             |                                             |                                             |                                             |                                             |                                      |                                      |                                      |                                      |  |  |
|                              |                              |                              |                              | Фрідріх II Гессен-Гомбурзький | Фрідріх II Гессен-Гомбурзький | Фрідріх II Гессен-Гомбурзький | Фрідріх II Гессен-Гомбурзький | Фрідріх II Гессен-Гомбурзький | Фрідріх II Гессен-Гомбурзький |                         |                         |                         |                         |                  |                  |                  |                  |              |              | Луїза Єлизавета Курляндська | Луїза Єлизавета Курляндська | Луїза Єлизавета Курляндська | Луїза Єлизавета Курляндська | Луїза Єлизавета Курляндська   | Луїза Єлизавета Курляндська   |                               |                               |                               |                               |  |  |          |          |          |          | Людвіг VI | Людвіг VI | Людвіг VI | Людвіг VI | Людвіг VI                 | Людвіг VI                 |                           |                           |                                        |                                        |                                        |                                        |                                        |                                        |         |         | Єлизавета Доротея Саксен-Гота-Альтенбурзька | Єлизавета Доротея Саксен-Гота-Альтенбурзька | Єлизавета Доротея Саксен-Гота-Альтенбурзька | Єлизавета Доротея Саксен-Гота-Альтенбурзька | Єлизавета Доротея Саксен-Гота-Альтенбурзька | Єлизавета Доротея Саксен-Гота-Альтенбурзька |                                      |                                      |                                      |                                      |  |  |
|                              |                              |                              |                              | Фрідріх II Гессен-Гомбурзький | Фрідріх II Гессен-Гомбурзький | Фрідріх II Гессен-Гомбурзький | Фрідріх II Гессен-Гомбурзький | Фрідріх II Гессен-Гомбурзький | Фрідріх II Гессен-Гомбурзький |                         |                         |                         |                         |                  |                  |                  |                  |              |              | Луїза Єлизавета Курляндська | Луїза Єлизавета Курляндська | Луїза Єлизавета Курляндська | Луїза Єлизавета Курляндська | Луїза Єлизавета Курляндська   | Луїза Єлизавета Курляндська   |                               |                               |                               |                               |  |  |          |          |          |          | Людвіг VI | Людвіг VI | Людвіг VI | Людвіг VI | Людвіг VI                 | Людвіг VI                 |                           |                           |                                        |                                        |                                        |                                        |                                        |                                        |         |         | Єлизавета Доротея Саксен-Гота-Альтенбурзька | Єлизавета Доротея Саксен-Гота-Альтенбурзька | Єлизавета Доротея Саксен-Гота-Альтенбурзька | Єлизавета Доротея Саксен-Гота-Альтенбурзька | Єлизавета Доротея Саксен-Гота-Альтенбурзька | Єлизавета Доротея Саксен-Гота-Альтенбурзька |                                      |                                      |                                      |                                      |  |  |
|                              |                              |                              |                              |                               |                               |                               |                               |                               |                               |                         |                         |                         |                         |                  |                  |                  |                  |              |              |                             |                             |                             |                             |                               |                               |                               |                               |                               |                               |  |  |          |          |          |          |           |           |           |           |                           |                           |                           |                           |                                        |                                        |                                        |                                        |                                        |                                        |         |         |                                             |                                             |                                             |                                             |                                             |                                             |                                      |                                      |                                      |                                      |  |  |
|                              |                              |                              |                              |                               |                               |                               |                               |                               |                               |                         |                         | Фрідріх III Якоб        | Фрідріх III Якоб        | Фрідріх III Якоб | Фрідріх III Якоб | Фрідріх III Якоб | Фрідріх III Якоб |              |              |                             |                             |                             |                             |                               |                               |                               |                               |                               |                               |  |  |          |          |          |          |           |           |           |           |                           |                           |                           |                           | Єлизавета Доротея Гессен-Дармштадтська | Єлизавета Доротея Гессен-Дармштадтська | Єлизавета Доротея Гессен-Дармштадтська | Єлизавета Доротея Гессен-Дармштадтська | Єлизавета Доротея Гессен-Дармштадтська | Єлизавета Доротея Гессен-Дармштадтська |         |         |                                             |                                             |                                             |                                             |                                             |                                             |                                      |                                      |                                      |                                      |  |  |
|                              |                              |                              |                              |                               |                               |                               |                               |                               |                               |                         |                         | Фрідріх III Якоб        | Фрідріх III Якоб        | Фрідріх III Якоб | Фрідріх III Якоб | Фрідріх III Якоб | Фрідріх III Якоб |              |              |                             |                             |                             |                             |                               |                               |                               |                               |                               |                               |  |  |          |          |          |          |           |           |           |           |                           |                           |                           |                           | Єлизавета Доротея Гессен-Дармштадтська | Єлизавета Доротея Гессен-Дармштадтська | Єлизавета Доротея Гессен-Дармштадтська | Єлизавета Доротея Гессен-Дармштадтська | Єлизавета Доротея Гессен-Дармштадтська | Єлизавета Доротея Гессен-Дармштадтська |         |         |                                             |                                             |                                             |                                             |                                             |                                             |                                      |                                      |                                      |                                      |  |  |
|                              |                              |                              |                              |                               |                               |                               |                               |                               |                               |                         |                         |                         |                         |                  |                  |                  |                  |              |              |                             |                             |                             |                             |                               |                               |                               |                               |                               |                               |  |  |          |          |          |          |           |           |           |           |                           |                           |                           |                           |                                        |                                        |                                        |                                        |                                        |                                        |         |         |                                             |                                             |                                             |                                             |                                             |                                             |                                      |                                      |                                      |                                      |  |  |
|                              |                              |                              |                              |                               |                               |                               |                               |                               |                               |                         |                         |                         |                         |                  |                  |                  |                  |              |              |                             |                             |                             |                             |                               |                               |                               |                               | Людвиг Груно                  |                               |  |  |          |          |          |          |           |           |           |           |                           |                           |                           |                           |                                        |                                        |                                        |                                        |                                        |                                        |         |         |                                             |                                             |                                             |                                             |                                             |                                             |                                      |                                      |                                      |                                      |  |  |